# NGC 4821
NGC 4821 é uma galáxia elíptica (E4) localizada na direcção da constelação de Coma Berenices. Possui uma declinação de +26° 57' 25" e uma ascensão recta de 12 horas, 56 minutos e 29,3 segundos.
A galáxia NGC 4821 foi descoberta em 6 de Abril de 1864 por Heinrich Louis d'Arrest.